# Llibre de Daniel

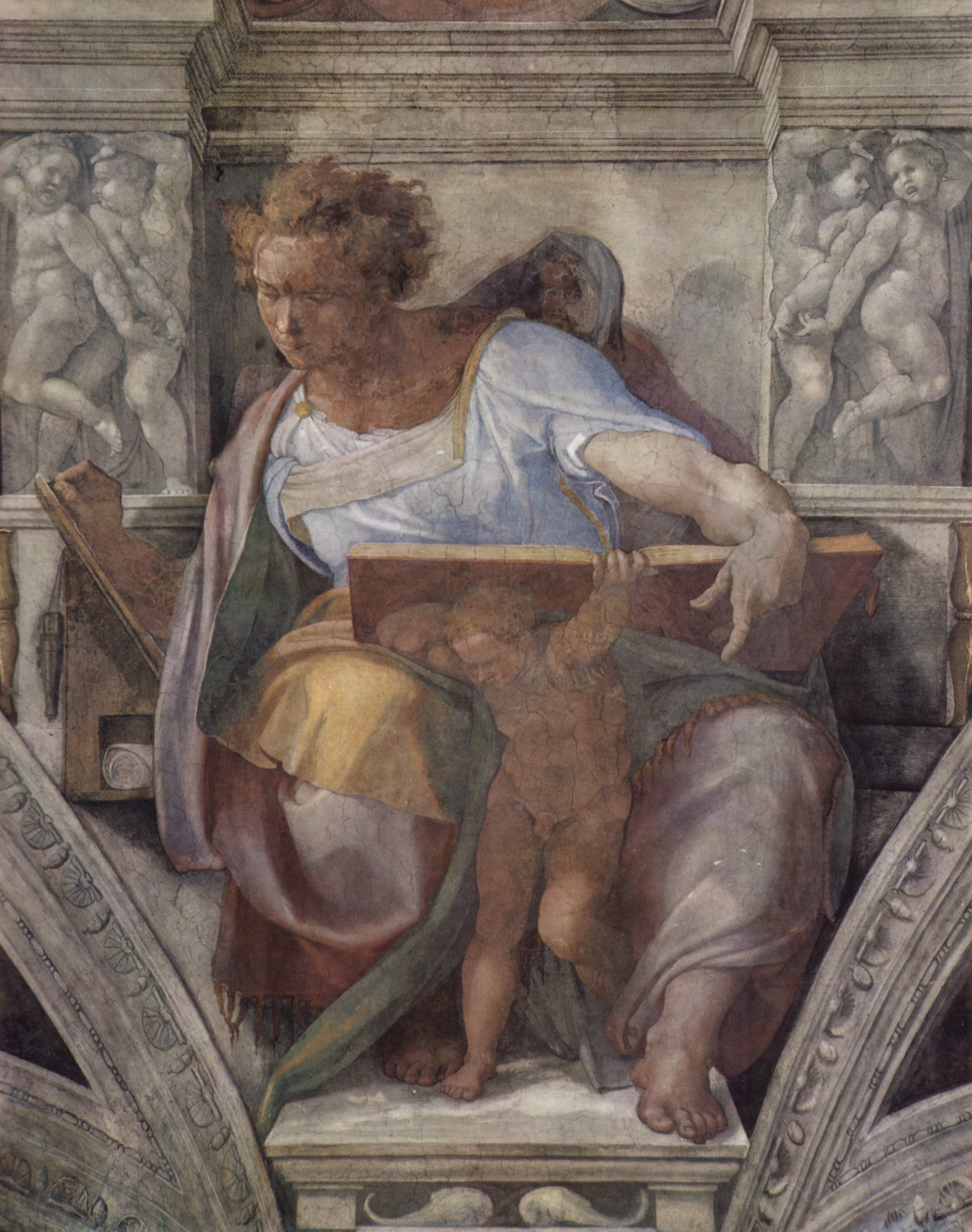
El profeta Daniel a la Capella Sixtina.

El Llibre de Daniel és un llibre bíblic de l'Antic Testament i de la Tanakh o Bíblia Hebrea. En les bíblies cristianes es troba entre els llibres d'Ezequiel i Osees. S'atribueix al profeta Daniel, protagonista de la narració.
Els jueus el posen entre els Escrits (Ketuvim). Diverses de les seves parts són deuterocanòniques i només les inclouen les bíblies catòliques.
Pel seu gènere literari, pertany a la Literatura apocalíptica, de difícil comprensió.

## Data
Segons els erudits el Llibre de Daniel ha de ser més recent que els profetes posteriors a l'exili, ja que cap d'ells el cita, ni en fa referències. El text insereix multitud de vocables perses i grecs, cosa que fa pensar que és posterior a les invasions de Cir i d'Alexandre Magne. L'estil i la redacció confirmen tal hipòtesi.
Els autors coneixien molt bé la història de la rebel·lió Macabea, i com profecia apocalíptica inclouen en ella l'estudi dels àngels i el concepte de resurrecció, que apareixen molt després de l'Exili. Per tant, el llibre deu haver estat compost abans de la mort d'Antíoc IV Epífanes, que perseguí els hebreus entre 167 aC i 164 aC. No obstant, la base del llibre té a veure amb diverses tradicions sobre un israelita anomenat Daniel, algunes de les quals es remuntarien a l'època persa. El favor especial de Jehovà li hauria donat saviesa. El profeta Ezequiel parla d'un Daniel que es podria identificar amb el profeta, ja que fa referència a la seva fidelitat a la llei i a la seva saviesa.

## Context històric
Després de l'Exili de Babilònia, Israel no ha aconseguit recobrar la llibertat com a nació independent. Successivament ha estat sota el domini de caldeus, perses i grecs, dels làgides egipcis i els selèucides siris. Per altra banda, Grècia intenta imposar-los el culte als déus pagans i el l'israelià ha d'escollir entre adorar a Zeus o morir. Antíoc vol ser divinitzat i obliga els jueus a adorar-lo com a déu-rei. Llavors, Israel espera ansiosament i anguniada el seu llibertador, no en el sentit mosaic, sinó com aquell que vindrà a anunciar el naixement del Messies. En aquesta difícil situació s'escriu el Llibre de Daniel que intenta conformar una guia i una esperança pels jueus perseguits pel rei Antíoc.

## Contingut
La història que narra l'autor és prova inequívoca de la fortalesa i el suport que Déu donarà als hebreus, i els somnis i visions del text prefiguren la fi de la tribulació i investiguen les causes i orígens dels mals presents. Exhorta a la fe i a la paciència, Déu oferirà un refugi front dels mals i promet la pròxima i final alliberació.
La primera part del llibre explica que el rei Nabucodonosor va fer cridar mags, endevins i fetillers per fer-los interpretar un somni que havia tingut, no els deia quin havia estat aquest somni. Davant de la impossibilitat d'endevinar això, Nabucodonosor els va fer matar a tots, però Daniel, en una visió nocturna, va tenir coneixement del somni. Sabent que la seva ciència venia de Déu, es va presentar davant del rei per a revelar-li el somni i la seva interpretació. Li va dir que havia vist en el somni una gran estàtua, molt brillant, que tenia el cap d'or, el pit i els braços de plata, el ventre i els lloms de bronze, les cames de ferro i els peus de fang i ferro barrejats. El rei mirava l'estàtua quan una pedra va caure sense que ningú la tirés, va tocar els peus, que es van trencar, l'estàtua va caure i va quedar convertida en pols. Va arribar el vent i es va emportar la pols, però la pedra es va convertir en una gran muntanya que ocupà la terra. La coneguda interpretació del profeta va ser que el cap representava el rei i el seu imperi, després d'ell vindria un altre imperi inferior, i després un altre imperi de bronze que dominaria la terra. Un quart imperi seria com el ferro. La crítica moderna diu que els imperis a què es refereix serien els de Babilònia, Mèdia, Pèrsia i Macedònia. El fet que els peus fossin meitat de ferro i meitat de fang indica que el regne de Nabucodonosor serà dividit en dues parts, una seria forta i l'altra esmicoladissa. La pedra que va polvoritzar l'estàtua simbolitza el regne de Déu, que s'alçarà quan es desplomin els altres.
Un altre somni de Nabucodonosor va donar a Daniel l'oportunitat de tornar a posar en relleu l'omnipotència de Jehovà. El rei va somniar que al mig de la terra existia un arbre altíssim que anava creixent fins a arribar al cel. Tenia unes branques immenses i estava cobert de fruits, d'on menjaven totes les criatures. Però un àngel sant va baixar del cel i va ordenat que el tallessin, que traguessin totes les branques i que escampessin els fruits, però que deixessin l'arrel, lligada amb lligams de ferro i bronze entre l'herba del camp i en contacte amb la rosada i les bèsties. Havia d'estar-se així durant set anys. La interpretació de Daniel va ser: L'arbre era el rei, que de tan gran havia arribat al cel. L'àngel anuncia que serà llançat entre els homes i viurà amb les bèsties del camp, menjant herba durant set anys, fins que accepti que Jehovà té domini sobre tots els homes. Així va passar, segons el Llibre de Daniel. El rei es va veure afectat per una demència i es creia un bou i va viure com ho fan els bous. Passat el temps, va tornar a ser home i va reconèixer la justícia de Déu.
Un altre episodi és el del banquet de Belsasar, el fill de Nabucodonosor. Belsasar va donar un gran banquen on va fer servir vasos d'or i plata trets del Temple de Jerusalem. Davant d'aquest sacrilegi, va aparèixer de sobte una mà espectral que va escriure una frase a la paret i desaparegué. Ningú no sabia interpretar la frase, llevat de Daniel, que va censurar l'actitud del rei i va condemnar la seva blasfèmia, i va desxifrar l'escrit arameu que deia: Mené, Medéd, Tekel, Ufarsín, que anunciaven la mort immediata del rei. Ho va interpretar així: "Mené: Déu ha comptat els dies del teu regnat i els ha posat fi. Tekel: has estat pesat a la balança i t'han trobat mancat de pes. Ufarsim: el teu imperi ha estat dividit i donat als medes i als perses".
Un altre episodi que explica el Llibre de Daniel és el de la fossa dels lleons, sota el regnat del nou rei Darios el mede, que no va existir i que pot tenir reminiscències de Darios el Gran, que va conquerir Babilònia el 520 aC. Un edicte del monarca prohibia que ningú podia resar a cap déu o home que no fos el rei mateix. Daniel no va fer cas de la prohibició i va resar a Déu tres vegades al dia en direcció a Jerusalem, i va ser detingut i portat davant del rei. El van llençar a la fossa dels lleons. L'endemà, el rei es va acostar a la fossa per veure què havia passat i va trobar Daniel assegut i els lleons li llepaven les mans. Va dir-li al rei que Déu l'i havia enviat un àngel que havia tancat les boques dels lleons perquè era innocent davant d'Ell.
La Septuaginta incorpora dos episodis no recollits en el text arameu: el de la "casta Susanna", recollit en el Llibre de Susanna, i el de "Bel i la serp", En aquest últim, Daniel descobreix l'engany dels sacerdots del temple de Bel que pretenien que el seu ídol era un déu vivent. Hi havia una serp que es menjava les ofrenes, i Daniel la va matar amb boles de verí, cosa que el va portar a ser llençat una altra vegada a la fossa dels lleons.
La segona part del Llibre de Daniel fa referència a quatre visions i oracles profètics sobre el destí del poble d'Israel sota els Selèucides. Una de les visions narra els successos des de l'enfonsament de l'imperi persa fins a la persecució del poble israelita i la derrota del perseguidor.